# VfR Groß-Gerau
Der VfR Groß-Gerau 1916 e. V. ist ein Fußballverein aus Groß-Gerau. Seine große Zeit hatte der Verein ab der Saison 1971/72, als der Aufstieg in die Oberliga Hessen (damals dritthöchste Fußball-Spielklasse in Deutschland) gelang. Bis zur Saison 1978/79 konnte diese Klasse gehalten werden.
Seine Heimspiele trägt der VfR Groß-Gerau in der VfR-Sportarena an der Geschwister-Scholl-Straße am Rande der Groß-Gerauer Innenstadt aus.

## Geschichte
Mitten im Ersten Weltkrieg (15. März 1916) als SC Hassia gegründet, nahm der Club am 25. Januar 1925 den Namen SV an und vereinte sich zwölf Jahre später mit dem TV 1846 zur TSG. 1945 wurde daraus die Kultur- und Sportgemeinschaft, aus der vier Jahre später der VfR hervorging. Im selben Jahr konnte die heutige Spielstätte an der Geschwister-Scholl-Straße eingeweiht werden, die in den 1950er Jahren zumeist Vierligafußball sah.
1966 wurde die A-Jugend der Grün-Weißen hessischer Vizemeister. Die jugendliche Erfolgself um Torsteher Erich Maus schoss den VfR dann in der Saison 1968/69 zunächst in die Bezirksklasse und marschierte dort überraschend in die Gruppenliga durch. Das Erbe von Karl Sadtler als Trainer wurde in der darauffolgenden Saison von Sportlehrer Heinz Wassermann, ehemals Rot-Weiss Essen und FSV Mainz 05, übernommen. 1970/71 noch knapp vom SV Wiesbaden am nächsten Durchmarsch (in die Hessenliga) gehindert, erreichte die Elf in der Folgesaison schließlich Hessens „gut Stubb“.
Die Spieler, die dazu beitrugen, die dritte Meisterschaft innerhalb von nur vier Jahren nach Groß-Gerau zu bringen, hießen:
Winfried Bambach, Rudolf Bender, Carlo Fadda, Oswald Habann, Peter Heidenreich, Paul Fich, Dieter Hess, Volker Kunz, Hans Langer, Udo Lischka, Dieter Lochmüller, Erich Maus, Horst Plönzke, Wolfgang Plönzke, Klaus Rimasch. Manfred Schaffner, Karl Schwob, Bernhard Swoboda, Wolfgang Streit.
Mit einer neuen 800-Plätze-Tribüne ging man in die erste Drittligasaison. Zur Rückrunde ersetzte Wolfgang Kaniber, zuvor Profi und erfolgreicher Torjäger beim VfL Osnabrück, bei Racing Straßburg und Opel Rüsselsheim, Heinz Wassermann und agierte als Spielertrainer. Nach einem Entscheidungsspiel gegen den SV 09 Hofheim (3:0) hielt man zum Ende der ersten Saison die Klasse. In den Folgejahren wurde das Team nach und nach mit erfahrenen Spielern wie Volker Rapp, Rolf Hahl, Jochen Schmaltz, Rainer Lange (alle SV Darmstadt 98), Klaus Rieger (Wormatia Worms) oder Richard Engel (FSV Frankfurt) verstärkt bzw. auch um erfahrene Trainer ergänzt. Ab der Saison 74/75 hieß der Trainer Erich Gehbauer (zuvor 1. FSV Mainz 05 und FSV Frankfurt). Und auch ein ehemaliger Deutscher Meister (aus der 59'er Elf von Eintracht Frankfurt) war in Groß-Gerau als Trainer tätig: in der Saison 1976/77 übernahm Dieter Stinka das Ruder. Ihm folgte sein ehemaliger Weggefährte bei der Eintracht, Erich Bäumler. Die Jahre in der Hessenliga waren unmittelbar mit dem Namen Hans Surma verbunden. Der langjährige Vorsitzende des VfR, Unternehmer in Groß-Gerau, stellte immer wieder finanzielle Mittel zur Verfügung, ohne die namhafte Spieler nicht in die Kreisstadt hätten geholt werden können. 1978/79 endete die Zugehörigkeit zur Hessenliga, der VfR musste zurück in die Landesliga, aus der er sich 1985 ebenfalls verabschiedete. In der Vorrunde der Saison 1982/83 konnte Werner Lorant kurzzeitig als Trainer in Groß-Gerau noch Bundesligaflair versprühen, ehe er in seinem Hauptberuf als Spieler von Eintracht Frankfurt zum FC Schalke 04 wechselte und sein Amt beim VfR daher wieder aufgeben musste. Und auch Willibald Weiss, der Ende der 1980er Jahre das Traineramt ausübte, war zuvor als Bundesligaprofi bei Rot-Weiss Essen und dem SV Darmstadt 98 aktiv. 1997 folgte der Wiederaufstieg in die Landesliga, in der der Club drei weitere Spielzeiten zubringen konnte. Abstiege in den Folgejahren sorgten dafür, dass einige Jahre in den Niederungen der Kreisoberliga verbracht werden mussten. 
Zur Saison 2019/20 konnte sich der VfR gleich mit einigen Spielern verstärken, die aus Spielzeiten beim VfB Ginsheim bzw. Viktoria Griesheim Hessenligaerfahrung mitbrachten. Zum Zeitpunkt des Saisonabbruchs im März 2020, aufgrund der Corona-Pandemie, belegte das Team Rang zwei, was letztendlich genügte, um nach vielen Jahren Kreisoberliga in die Gruppenliga Darmstadt aufzusteigen.
Zum Abschluss der Saison 2023/24 wurde dort der zweite Tabellenplatz belegt. Nach zwei Relegationsspielen gegen den 1. FC Langen sowie dem finalen Entscheidungsspiel gegen den FC Kalbach, die alle gewonnen wurden, stand das Team um Trainer Gaetano Bauso als Aufsteiger in die Verbandsliga Hessen Süd fest.

Trainer in den Hessenligaspielzeiten:
1972/73 Heinz Wassermann (Vorrunde) / Wolfgang Kaniber (Rückrunde); Abstiegs-Relegation
1973/74 Wolfgang Kaniber; 6. Platz
1974/75 Erich Gehbauer; 11. Platz
1975/76 Erich Gehbauer
1976/77 Dieter Stinka; 10. Platz
1977/78 Erich Bäumler (Vorrunde) / Wolfgang Kaniber (Rückrunde); 11. Platz
1978/79 Wolfgang Kaniber; Abstieg

## Galerie

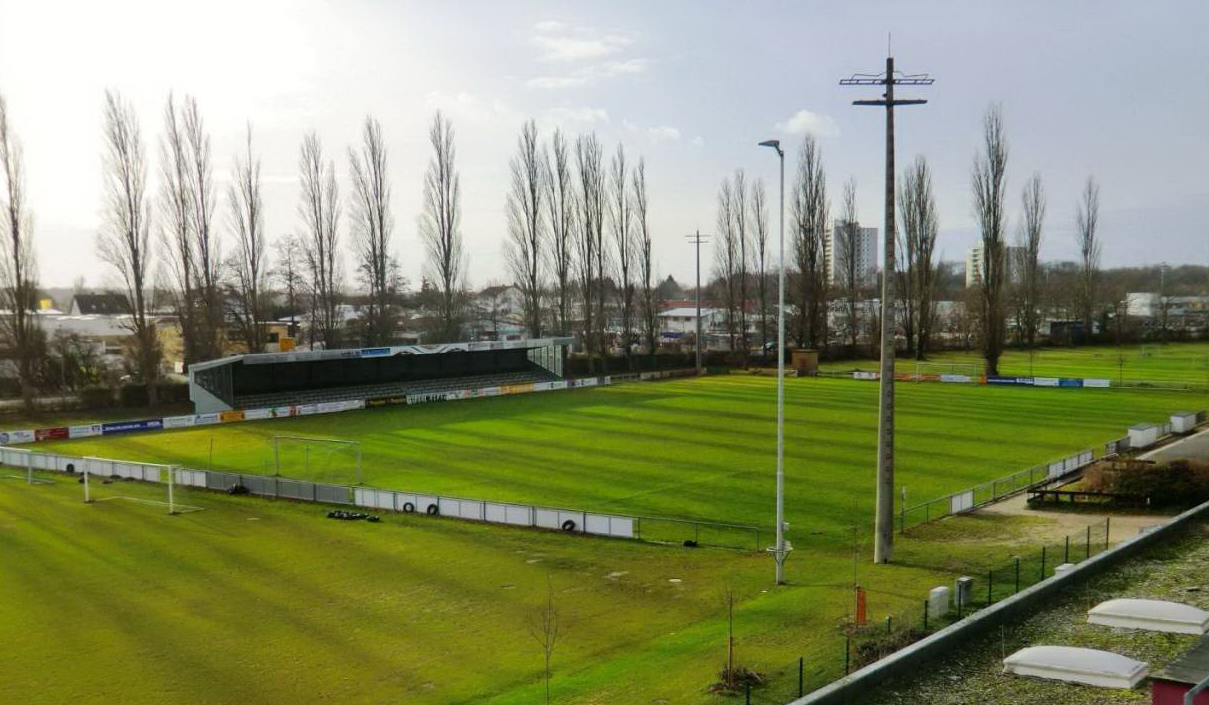
Blick auf das Hauptsportfeld mit Tribüne

Die 2017 neu errichteten Kunstrasenplätze (am oberen Bildrand der Groß-Gerauer Stadtteil „Auf Esch“ im Hintergrund)